# عباس محبی
عباس محبی (زاده ۱۳۳۴ ملایر) بازیگر سینما و تلویزیون و از هنرمندان رادیو ایران است که در برنامه «جنگ هفته» فعالیت می‌کند. وی افسر بازنشسته نیروی هوایی ارتش است. از برترین برنامه‌های او می‌توان‌ به «جدی نگیرید» اشاره کرد.

## بازیگری
- بانوی من
- روسری آبی
- دندان طلا
- آپارتمان شماره ۱۳
- مینی‌بوس
- بانکی‌ها
- تولدی دیگر
- مرز خوشبختی[۴]
- آزادی مشروط
- جدی نگیرید

### نویسنده
- پرواز در پرواز
- تولد (۱۳۶۸)

## دستیار کارگردان
- پرواز در پرواز